# Tutela della clientela finanziaria
Per tutela della clientela finanziaria si intende il sistema integrato di attività che alcuni enti e istituzioni svolgono allo scopo di garantire la protezione dei consumatori dei servizi bancari e finanziari.

## Introduzione
La tutela dei clienti bancari e finanziari, che sono una speciale categoria di consumatori, «è una componente fondamentale del benessere economico dei cittadini e lo è oggi più che in passato, soprattutto in paesi come l’Italia dove molte tipologie di decisioni finanziarie sono entrate nella vita quotidiana della popolazione solo in tempi relativamente recenti».

### L'asimmetria informativa
L’aspetto che caratterizza i consumatori dei servizi bancari e finanziari tra tutti i tipi di consumatore è l'esistenza in questo mercato dell'asimmetria dell’informazione, e cioè «la distribuzione non uniforme delle informazioni tra gli operatori di un mercato».
In generale l’asimmetria informativa altera la posizione reciproca degli operatori, e nel campo finanziario creditizio, deriva dal fatto che il soggetto che offre servizi può facilmente disporre di risorse e strumenti più efficaci per la raccolta di notizie e dati utili ad orientare la propria linea d’azione rispetto a quanto non ne possano disporre i clienti. 
Diventa fondamentale il ruolo di coloro che all’interno di questi istituti hanno il compito di relazionarsi con i clienti interessati ad esempio, ad attivare un finanziamento o un mutuo o a chiedere un prestito. Tuttavia «non sempre è facile capire i professionisti con cui si ha a che fare, e questi stessi possono consigliare male, magari per insipienza o scarso impegno, ma qualche volta anche per scorrettezza, o addirittura, in casi estremi, per motivi criminali». 
Dal Rapporto sulle scelte di investimento delle famiglie italiane della Consob del 2021, emerge che i rischi maggiori dai quali i consumatori bancari e finanziari chiedono di essere tutelati sono i comportamenti scorretti degli intermediari e le condizioni inique del conto corrente.
Affinché il cliente possa essere messo nelle condizioni di assumere decisioni consapevoli e informate di fronte ad un’ampia offerta di prodotti e servizi bancari, alle banche e agli intermediari finanziari è richiesto di applicare due principi fondamentali nel rapporto con il cliente, la trasparenza e la correttezza che rappresentano «l’insieme di regole volte ad assicurare ai clienti un’informazione corretta, chiara ed esauriente che agevoli la comprensione delle caratteristiche, dei rischi e dei costi dei prodotti finanziari offerti e ne consenta la facile confrontabilità con altre offerte».
Più precisamente, le Disposizioni di trasparenza emanate dalla Banca d’Italia stabiliscono che «il rispetto delle regole e dei principi di trasparenza e correttezza nei rapporti con la clientela attenua i rischi legali e di reputazione e concorre alla sana e prudente gestione dell’intermediario». 
Secondo queste Disposizioni, i principali strumenti di trasparenza sono:
- forme di pubblicità su tassi, prezzi e altre condizioni contrattuali praticate per le operazioni e per i servizi e sui principali strumenti di tutela previsti in favore dei clienti;
- requisiti di forma e contenuto minimo dei contratti;
- forme di tutela nei casi di variazione delle condizioni contrattuali e comunicazioni periodiche idonee a informare il cliente sull'andamento del rapporto contrattuale;
- regole specifiche per il caso di impiego di tecniche di comunicazione a distanza;
- requisiti organizzativi volti a presidiare i rischi legali e di reputazione degli intermediari attraverso il mantenimento di rapporti trasparenti e corretti con i clienti.

Il principio della correttezza, in senso sostanziale, comprende obblighi organizzativi (ufficio reclami e gestione delle lamentele della clientela) e di comportamento (di attenzione al cliente, ad esempio, per evitarne il sovraindebitamento, il design dei prodotti basto sulle esigenze del cliente).

## Chi se ne occupa
L’ordinamento italiano affida la tutela della clientela bancaria e finanziaria a vari enti e istituzioni. Quelle principali sono:
- Banca d’Italia:  tra le sue funzioni c’è quella della tutela della clientela bancaria e finanziaria, che viene espletata in particolare dal Dipartimento Tutela della clientela ed educazione finanziaria nato nel 2019 [5];
- Consob: istituita nel 1974, si occupa di vigilanza sul mercato finanziario e di tutela degli investitori nel campo finanziario[7];
- Covip: istituita nel 1993, regola il mercato previdenziale complementare, tutelando il risparmio bancario, assicurandone la stabilità[8];
- Ivass: istituito dal Governo Monti nel 2013, in sostituzione dell’ISVAP, vigila sulle assicurazioni e ne tutela i clienti attraverso la gestione dei reclami e la regolamentazione della trasparenza informativa[9].

## Storia della tutela del risparmio in Italia
Negli anni successivi alla nascita del Regno d’Italia inizia a svilupparsi e a strutturarsi l’industria bancaria italiana e, soprattutto nel corso dei primi decenni del XX secolo, si manifesta sempre di più l’esigenza di una regolazione a cui sottoporre l’attività bancaria.
A partire dal 1926 si realizzano diverse riforme:
- la Banca d’Italia acquisisce il monopolio delle emissioni[11];
- vengono stabiliti per la prima volta obblighi speciali per le banche e sono attribuiti alla Banca d’Italia nuovi poteri di controllo;
- viene varata una legge per la tutela del risparmio che entra nell’ordinamento legislativo italiano e riceve un suo riconoscimento giuridico[10].

A seguito della Grande Depressione del 1929 viene varata la "Legge Bancaria del 1936"(Legge 7 marzo 1938, n. 141, in materia di "Disposizioni per la difesa del risparmio e per la disciplina della funzione creditizia"), che all’art. 1 sancisce che “La raccolta del risparmio tra il pubblico sotto ogni forma e l’esercizio del credito sono funzioni di interesse pubblico”. In base a essa, la tutela del risparmio rientra, con una forte impronta burocratica, nel controllo pubblico sull’attività creditizia. 
Nel secondo dopoguerra in Italia il principio della tutela del risparmio viene fissato nella nuova Costituzione entrata in vigore il 1º gennaio 1948, con l’art. 47 (Costituzione della Repubblica Italiana, articolo 47) che al comma n. 1 sancisce che "La Repubblica incoraggia e tutela il risparmio in tutte le sue forme; disciplina, coordina e controlla l'esercizio del credito". 
La legge bancaria del 1936 resta immutata per molti anni. Negli anni settanta l’Italia affronta la crisi produttiva derivante dallo shock petrolifero e il conseguente aumento dei prezzi fa scaturire alcuni problemi, tra cui quello dell’adeguatezza del sistema bancario a fronteggiare le richieste dell’economia reale.
Nel 1993 viene emanato il Testo unico delle leggi in materia bancaria e creditizia (Decreto legislativo 1 settembre 1993, n. 385, in materia di "T.U.B"). Il T.U.B., tra le altre cose, assegna alla Banca d’Italia il ruolo di regolatore e controllore in materia di trasparenza delle condizioni contrattuali e riguardo alla correttezza dei rapporti con la clientela bancaria e finanziaria, nonché “la sorveglianza sul sistema dei pagamenti avendo riguardo al suo regolare funzionamento, alla sua affidabilità ed efficienza nonché alla tutela degli utenti di servizi di pagamento” (Decreto legislativo 1 settembre 1993, n. 385, articolo 146, in materia di "T.U.B"). Il T.U.B. fissa definitivamente che l’attività bancaria ha carattere di impresa e con un mutamento di prospettiva rispetto alla legislazione precedente, viene dato rilievo alla tutela della clientela bancaria, intesa come conoscenza e consapevolezza del rischio da parte del consumatore dei prodotti finanziari.
L’evoluzione più recente in sede europea, in risposta alla crisi finanziaria del 2007-2008 e alla successiva crisi del debito sovrano, è costituita dall’Unione bancaria che con i suoi tre pilastri si pone l’obiettivo di armonizzare a livello dell’Unione europea le competenze in materia di vigilanza, risoluzione e finanziamento delle banche. 
In ambito internazionale nell’ottobre 2011, il G20 ha riconosciuto l’esigenza di esplicitare la tutela della clientela tra le finalità di regolamentazione del settore finanziario, incaricando le autorità preposte di perseguirla e introducendo forme di coordinamento fra le istituzioni coinvolte nella tutela dei consumatori.

## La tutela dei risparmi e i pilastri su cui si fonda
L’esercizio della tutela del cliente bancario e finanziario si fonda su quattro “pilastri” che funzionano in modo integrato: le regole, i controlli di vigilanza, gli strumenti di ascolto e risoluzione delle controversie e la dimensione educativa (educazione finanziaria). 
I primi sono rivolti ai soggetti che offrono servizi bancari e finanziari, e hanno la funzione di assicurare che questi applichino appieno “le regole di condotta e di informativa” nei confronti dei clienti. La dimensione educativa e gli strumenti di ascolto e risoluzione delle controversie contribuiscono a fornire direttamente maggiori strumenti di protezione che questi possono utilizzare per “autotutelarsi”.
Le regole
Gli intermediari finanziari svolgono la loro attività nella cornice di un quadro regolamentare definito sulla base di standard e principi concordati a livello internazionale e della normativa europea e italiana.
Tali regole indirizzano il comportamento degli intermediari finanziari nei rapporti con la clientela e definiscono le disposizioni di trasparenza delle condizioni contrattuali, al fine di rendere il cliente informato dei rischi e dei costi dei prodotti finanziari offerti e capace di confrontarli tra loro.
I controlli di vigilanza
L’attività di controllo di tutela, pianificata annualmente sulla base di informazioni raccolte dalle varie autorità, dalle segnalazioni della clientela e dalle associazioni di consumatori, viene realizzata dalla Banca d’Italia attraverso verifiche ispettive degli intermediari e interventi a distanza e, se vengono rilevate violazioni o scorrettezze, essa può esercitare poteri sanzionatori e inibitori.
L’attività di controllo di tutela, pianificata annualmente sulla base di informazioni raccolte dalle varie autorità, dalle segnalazioni della clientela e dalle associazioni di consumatori, viene realizzata dalla Banca d’Italia attraverso verifiche ispettive degli intermediari e interventi a distanza e, se vengono rilevate violazioni o scorrettezze, essa può esercitare poteri sanzionatori e inibitori. Di fatto, «la previsione di sanzioni amministrative mira ad assicurare che lo svolgimento dell'attività bancaria e finanziaria sia ispirato a principi di sana e prudente gestione nonché di correttezza e  trasparenza dei comportamenti».
Va ricordato che sono il Testo unico bancario e il Testo unico della finanza a stabilire le sanzioni amministrative da applicare nel caso di violazione delle norme contenute negli stessi testi unici o nelle altre norme emanate dalle autorità di vigilanza.
Gli strumenti di ascolto e risoluzione delle controversie
Un cliente che riscontri problemi nell’utilizzo di prodotti o di servizi bancari, assicurativi o previdenziali, può attivare diversi “canali”:
- Il primo passo da compiere è quello di presentare un reclamo presso l’intermediario con cui è sorta la controversia, sia questo una banca, un fondo pensione, una società assicuratrice o altro. Se la risposta non è soddisfacente, oppure non viene fornita, il cliente ha a disposizione le tre strade descritte nei punti successivi.
- È possibile presentare un esposto presso le Autorità di vigilanza competenti (Banca d’Italia[18] e Consob[19] per problemi con intermediari bancari o finanziari, IVASS[20] con le assicurazioni, COVIP[21]con i fondi pensione). Queste autorità non hanno il potere di dirimere le liti, ma hanno quello di sanzionarli “nel più generale interesse della tutela del pubblico”. Per rivolgersi alle autorità competenti principali sono a disposizione i seguenti siti web: o Banca d’Italia;   o  Consob;   o   IVASS;   o   COVIP.
- Esistono diversi sistemi di risoluzione stragiudiziale ai quali il cliente può rivolgersi. Due di questi sono l’Arbitro bancario finanziario, “competente sulle controversie che riguardano i servizi bancari e finanziari”, e l’Arbitro per le controversie finanziarie, “competente per le controversie che riguardano la violazione degli obblighi di diligenza, correttezza, informazione e trasparenza che gli intermediari devono rispettare quando prestano il servizio di gestione collettiva del risparmio o i cosiddetti servizi di investimento”.
- Solo dopo aver ricorso ai sistemi di risoluzione stragiudiziali, è possibile ricorrere al giudice ordinario.

La dimensione educativa
La normativa comunitaria ha introdotto nel 2014 il concetto di educazione finanziaria in una Direttiva dedicata ai contratti di credito ai consumatori relativi a beni immobili residenziali, cioè ai mutui: nell’articolo 6, intitolato “Educazione finanziaria dei consumatori”, si afferma che «Gli stati membri promuovono misure atte a favorire l’educazione dei consumatori in merito a un indebitamento e a una gestione del debito responsabili».
Già nel 2011, tuttavia, in risposta a un invito ai ministri e ai governatori delle banche centrali del G20, l’OCSE pubblicava alcuni “principi di alto livello sulla tutela della clientela finanziaria”, tra i quali si leggeva: «È opportuno sviluppare i meccanismi adatti per aiutare i clienti di oggi e di domani a sviluppare la conoscenza, le competenze e la fiducia per comprendere adeguatamente i rischi, inclusi quelli finanziarie e le opportunità, operare scelte informate, sapere a chi rivolgersi per avere un supporto, e agire per migliorare il proprio benessere finanziario».
Per prendere decisioni consapevoli nell’ambito finanziario occorre che i cittadini siano in possesso di alcune conoscenze di base. Per quanto riguarda l’Italia, il livello di alfabetizzazione finanziaria dei cittadini e delle imprese rimane ancora molto basso, soprattutto nel confronto internazionale.
Per questo le nostre istituzioni si adoperano da anni per avviare iniziative e programmi di educazione finanziaria destinati a tutte le fasce di età, e finalizzate destinate a «innalzare il livello di cultura finanziaria e la capacità di autotutela dei cittadini».
Molte di queste istituzioni e autorità – dal Ministero dell’Economia e delle Finanze alla Banca d’Italia, dalla Consob all’IVASS, a diversi altri – dal 2017 operano insieme all’interno del Comitato per la programmazione e il coordinamento delle attività di educazione finanziaria, che trova la sua principale espressione nel portale di educazione finanziaria Quello che conta. 